# Geely Emgrand GL
Geely Emgrand GL — переднеприводной среднеразмерный легковой автомобиль, выпускаемый китайской автомобилестроительной компанией Geely Automobile с 2016 года.

## История
Впервые автомобиль Geely Emgrand GL был представлен в 2016 году. Этот автомобиль имеет схожий стиль с Geely Emgrand GS, однако отличается тем, что имеет кузов типа седан. После своего выпуска автомобиль прошёл рестайлинг в 2018 и 2020 годах. С декабря 2020 года началось производство электромобиля Emgrand GL EV Pro. В 2022 году был запущен в производство электромобиль Maple 60S.

## Особенности
Автомобиль Geely Emgrand GL оснащается бензиновыми двигателями внутреннего сгорания объёмом 1,3—1,8 л.

## Безопасность
Краш-тесты 2011 года по Euro NCAP - 4 звезды из пяти. Немецкий журнал Autobild назвал показатели безопасности довольно высокими из всех автомобилей, которые производятся в китае.

## Галерея

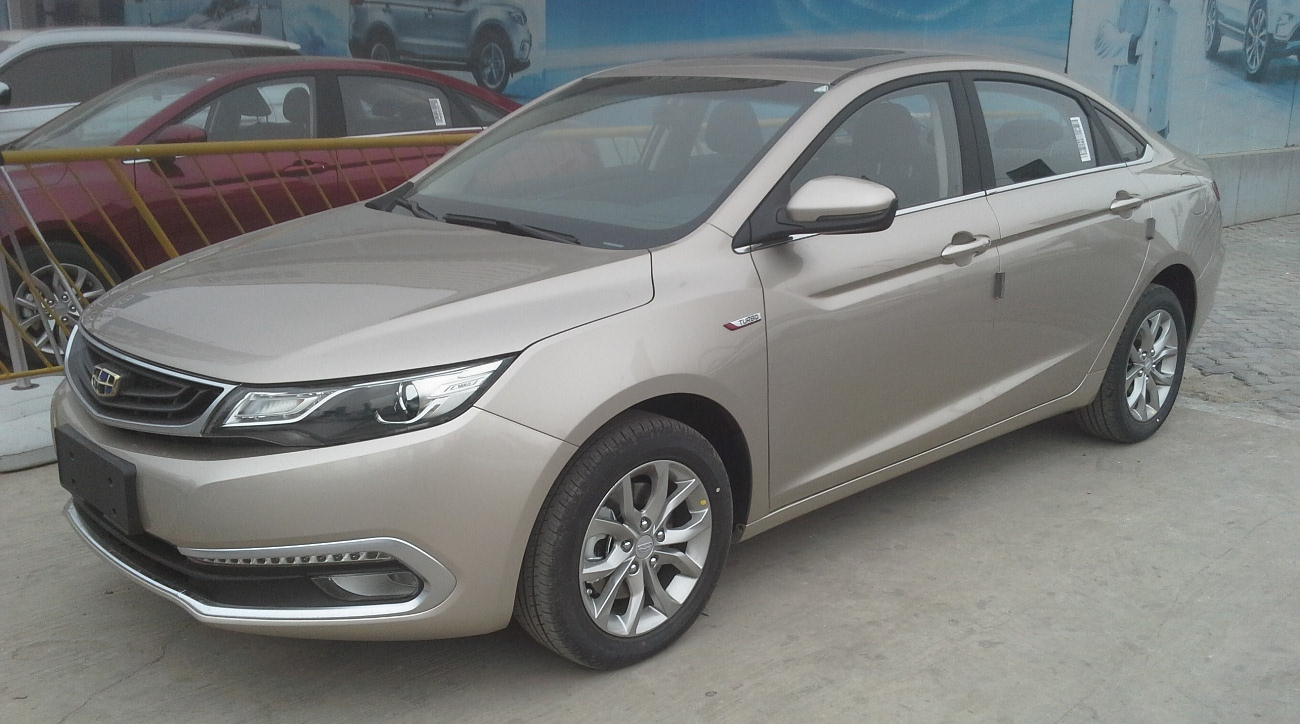
Geely Emgrand GL (вид спереди)
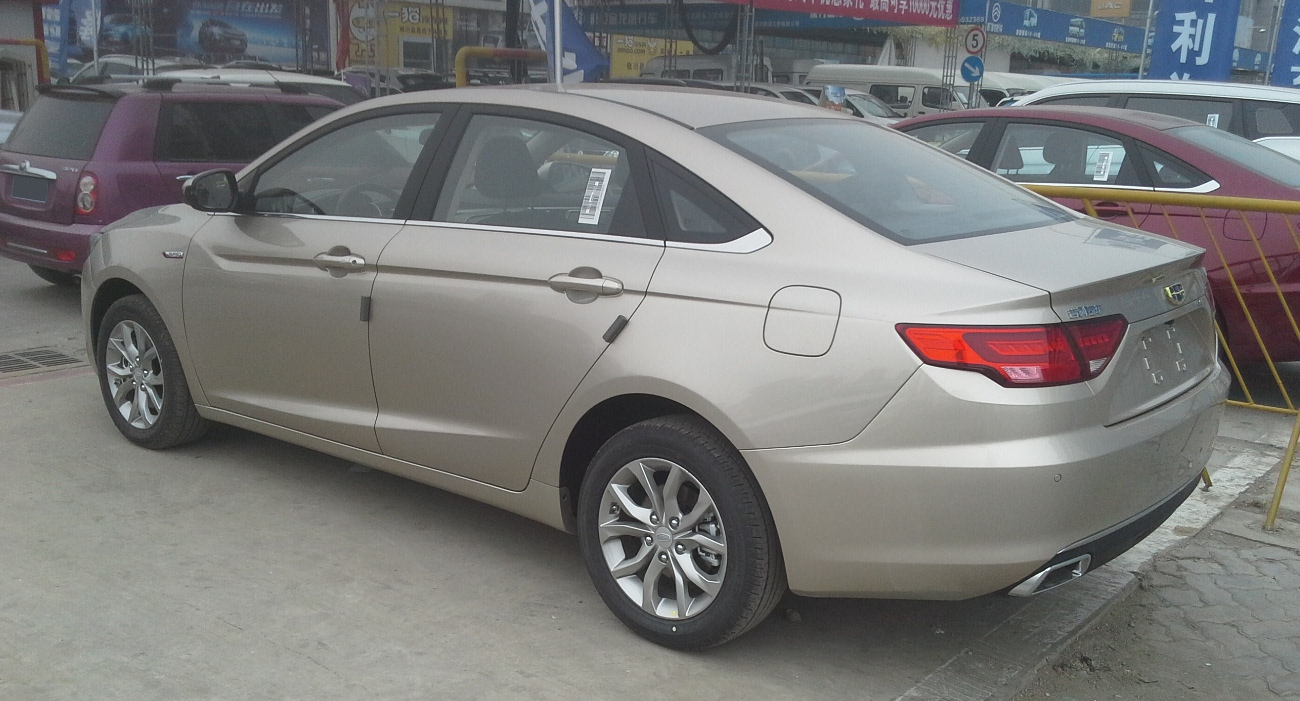
Geely Emgrand GL (вид сзади)
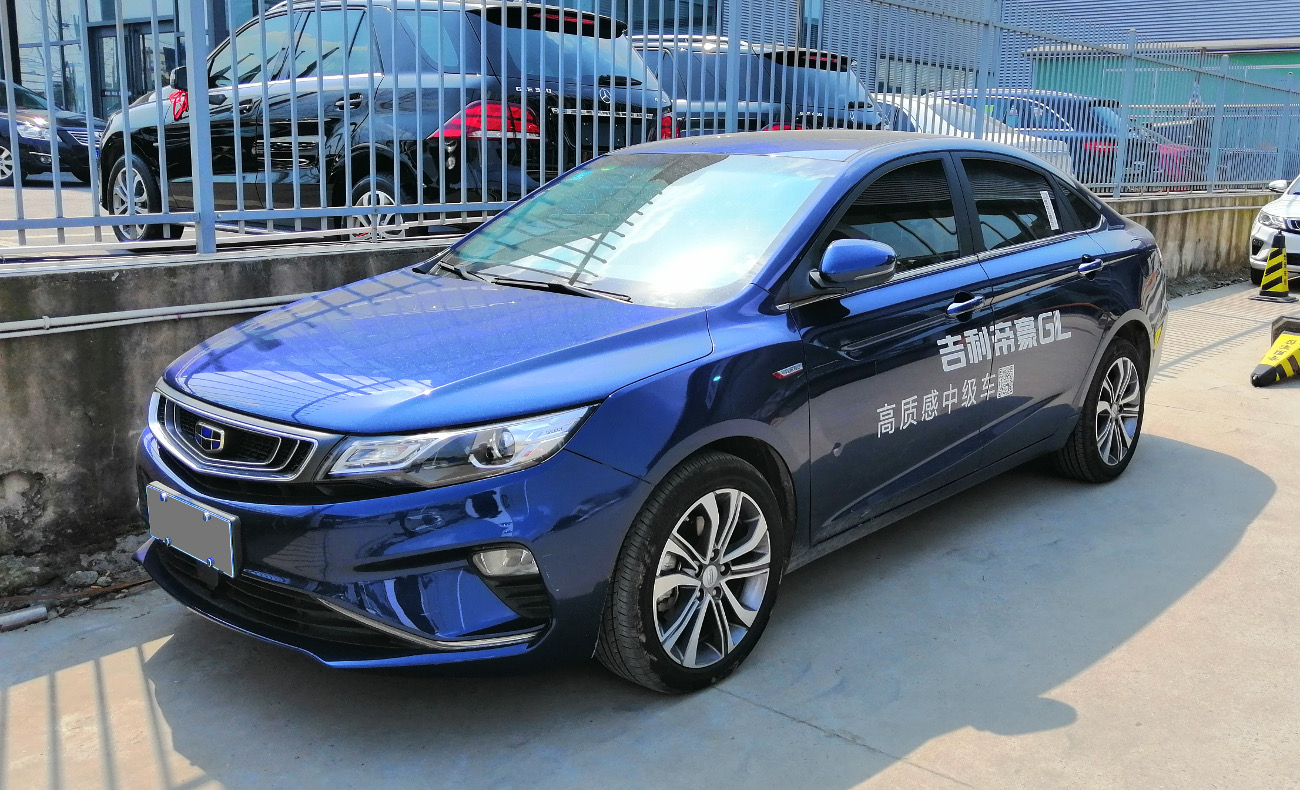
Фейслифтинг 2018 года
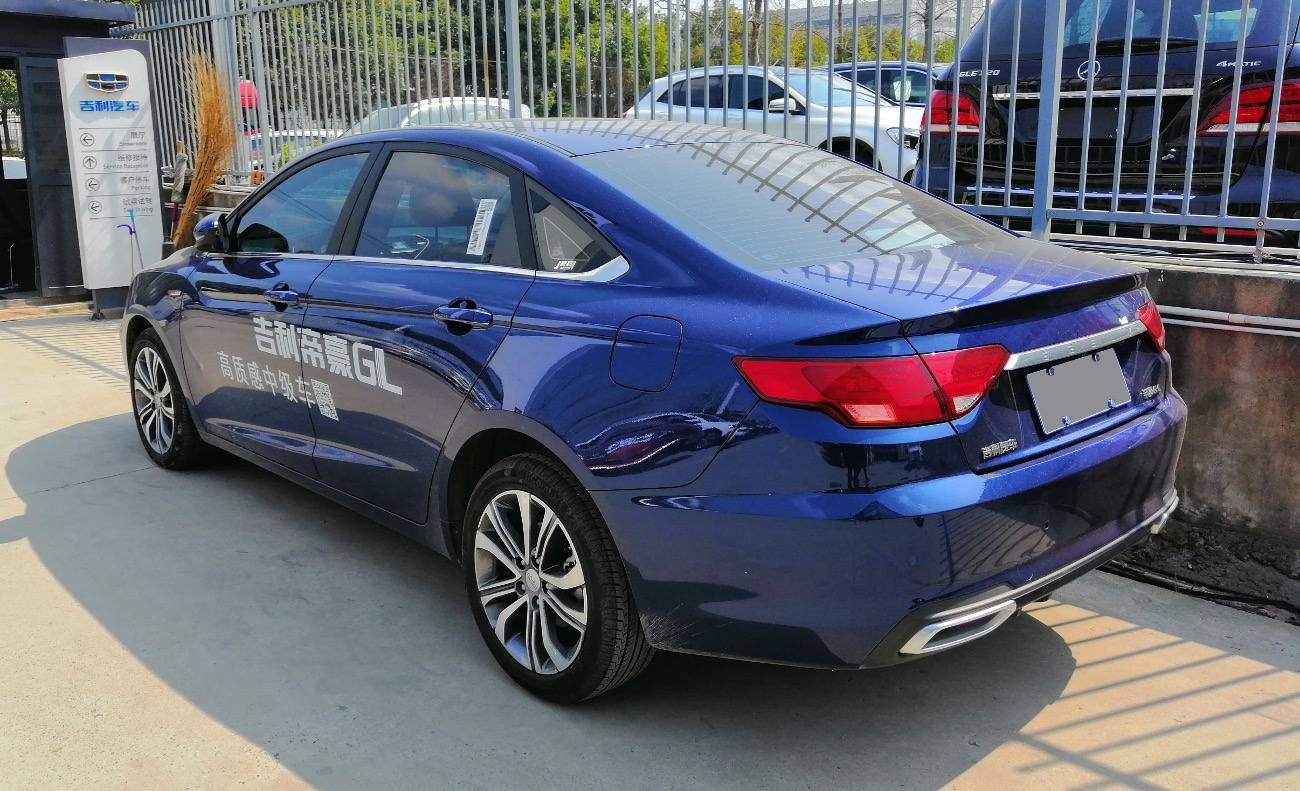
Вид сзади
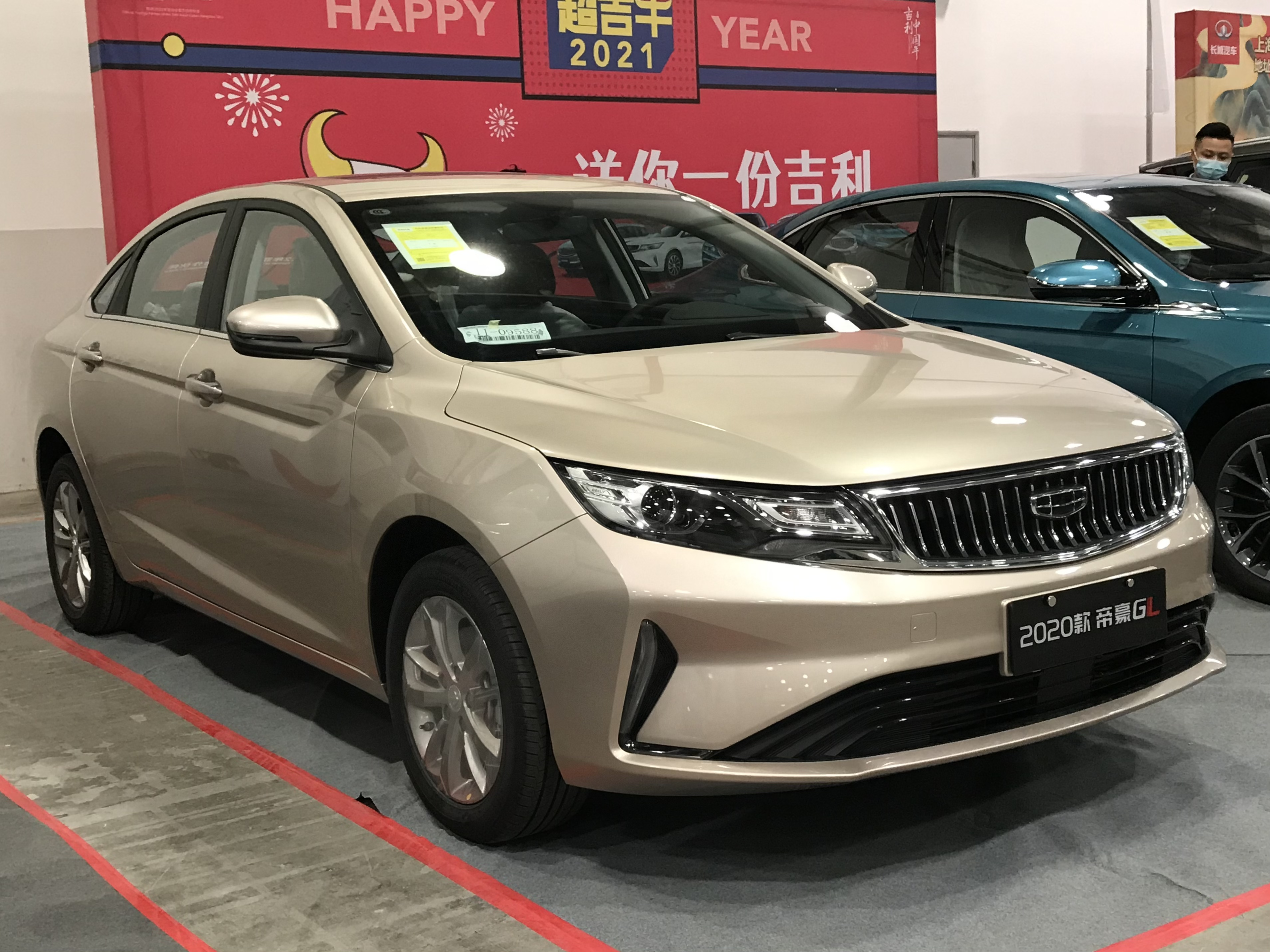
Фейслифтинг 2020 года
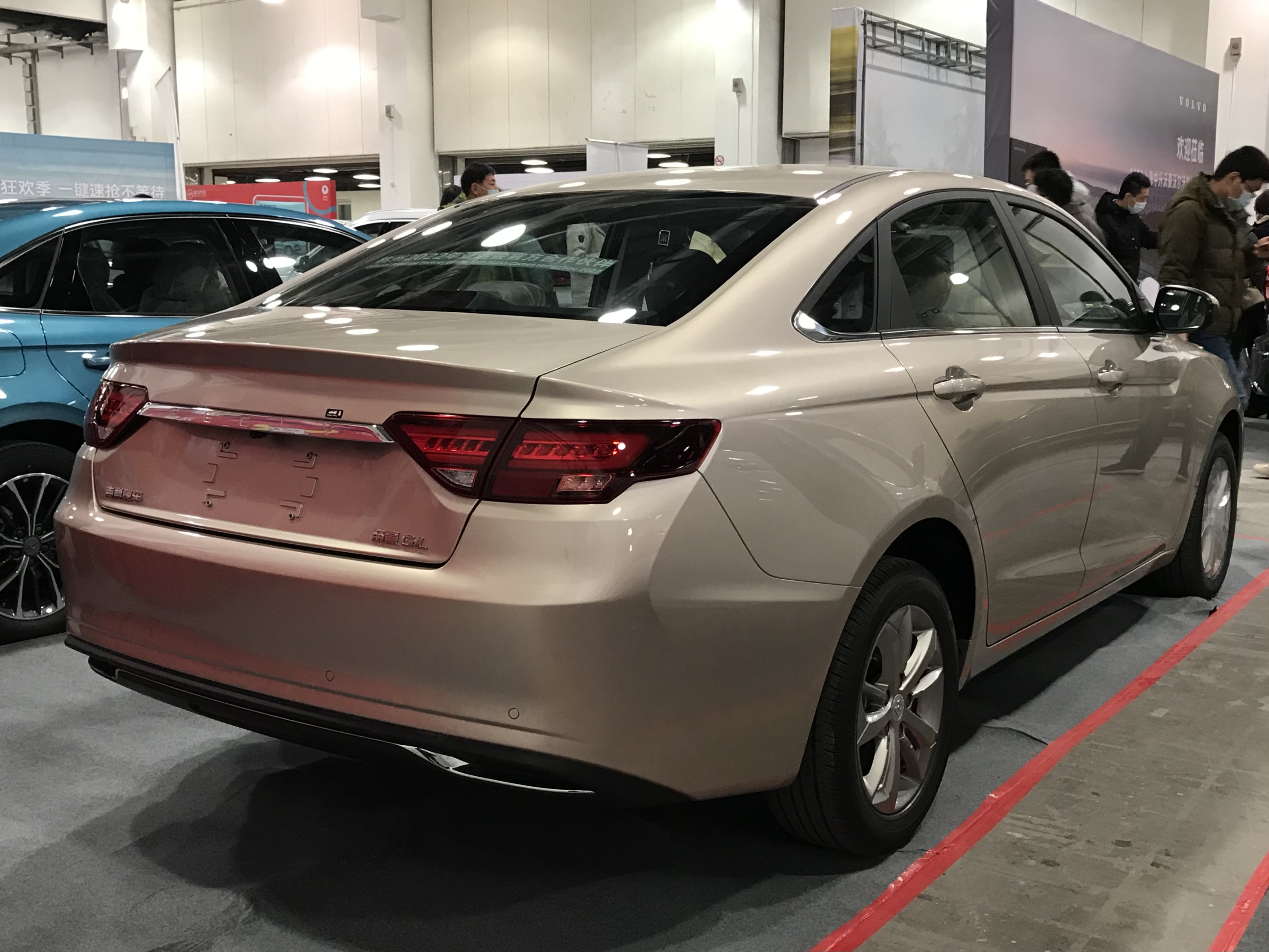
Вид сзади